# Smashing Orange
Smashing Orange est un groupe de shoegaze américain formé dans le courant des années 1990. Après l'écriture de trois albums, ils se séparent en 1995.

## Membres
- Rob Montejo, chant ;
- Sara Montejo, chant ;
- Rick Hodgson, guitare ;
- Steve Wagner, basse ;
- Tim Supplee, batterie ;
- Stroller White, batterie.